# Intrapora variabilis
Intrapora variabilis är en mossdjursart som beskrevs av Ernst 2008. Intrapora variabilis ingår i släktet Intrapora och familjen Intraporidae. Inga underarter finns listade i Catalogue of Life.